# Son de negro
El Son de Negro es un aire musical folclórico originario de la costa Caribe colombiana. Este género proviene específicamente del "eje musical del Caribe occidental".  Es un ritmo alegre y fiestero que hace parte de la idiosincrasia costeña y de los carnavales. Es considerado un género musical de herencia negra africana y se ejecuta de manera tradicional con una tambora, un tambor alegre, un tambor llamador, maracas, acompañado de las palmas y tablas que son golpeadas, el calzado de los bailarines también colabora en la sonoridad de este ritmo.

## Danza de Son de Negro

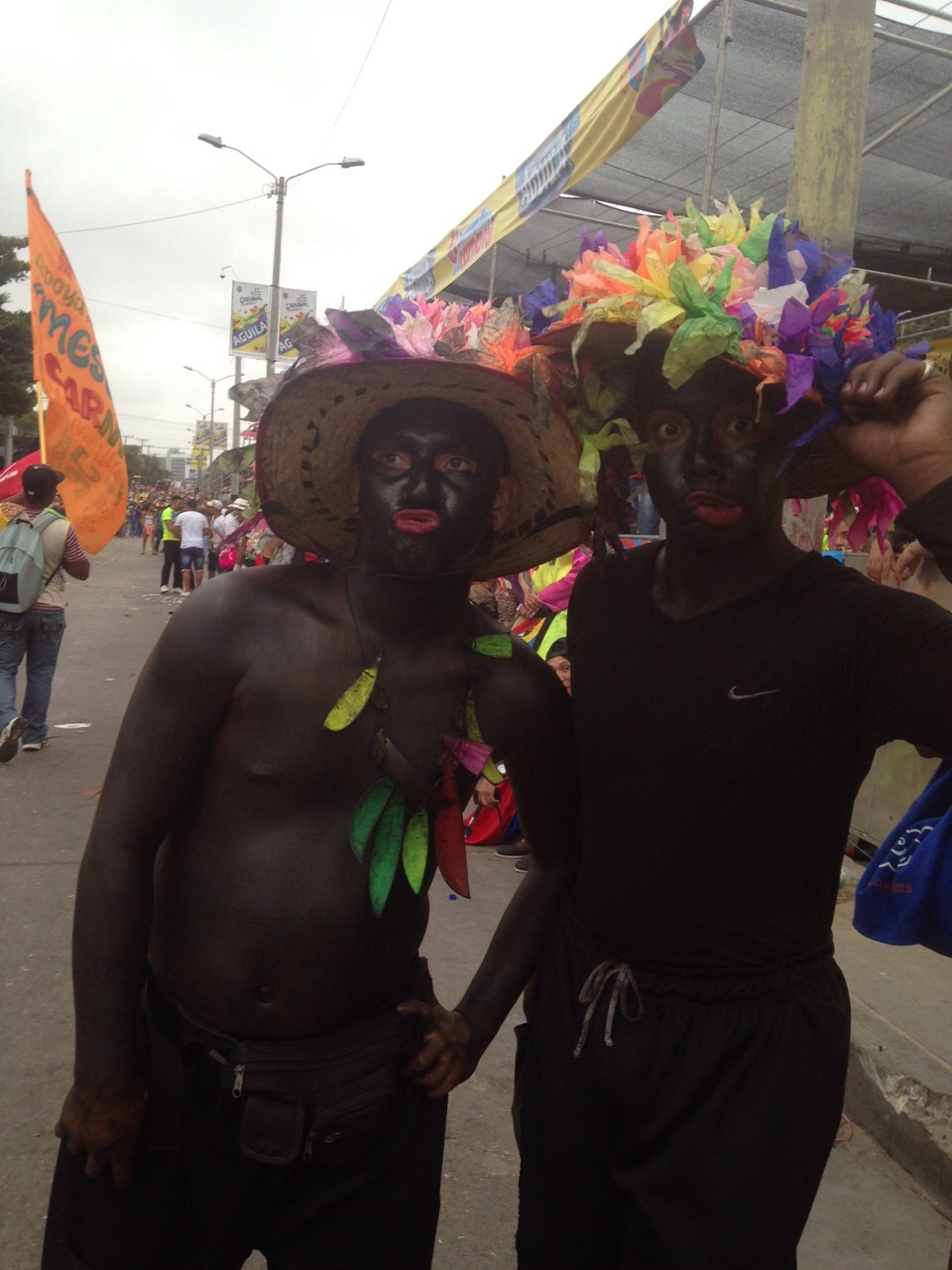
Son de Negro

A ritmo de Son de Negro, la Danza de Son de Negro muestra una marcada influencia africana que recoge el sentir de los pueblos apostados en las orillas del Canal del Dique, entre los departamentos de Atlántico y Bolívar, lugar en el que tiene un enorme arraigo. Es una de las expresiones ancestrales que llegó hace muchos años al Carnaval de Barranquilla, gracias a los grupos de pueblos ribereños al canal del Dique, como Santa Lucía, Arenales, Malagana, Soplaviento, San Cristóbal, Mahates, entre otros, que decidieron mostrar más allá de las plazas y calles de sus municipios la riqueza de su folclor.

## Agrupaciones
La mayoría de grupos de Son de Negro utilizan el nombre de su localidad para identificarse, tales como Son de Negro Santa Lucía , San Cayetano, de Mahates, de Paraíso, entre muchos otros. 

### Son de Negro de San Cayetano
Localizado en el Municipio de Santa Lucía Atlántico Dirigido por el maestro Roberto Luis Ariza Carath apoyado por la casa de la cultura municipal. Conformado principalmente por niños y jóvenes.

## Ejemplos
- Rama de tamarindo, tradicional.La versión Famosa es de Petrona Martínez